# Le Cachet
Le Cachet est une collection de littérature policière créée en 1959 aux éditions de Trévise.

## Historique
Publiée par les éditions de Trévise, cette collection paraît pour la première fois en 1960 et s’arrête en 1962. Elle comporte vingt-huit titres, avec un catalogue uniquement composé d'auteurs anglo-saxons. On y trouve notamment le roman Le Tricheur de Venise de Thomas Sterling, lauréat du grand prix de littérature policière en 1960.

## Titres de la collection
| No | Auteur                | Titre                          | Titre original                    | Année de parution dans la collection |
| -- | --------------------- | ------------------------------ | --------------------------------- | ------------------------------------ |
| 1  | Queen, Ellery         | Le Mot de la fin               | The Finishing Stroke              | 1960                                 |
| 2  | Bennett, Jay          | Catacombes                     | Catacombs                         | 1960                                 |
| 3  | Pentecost, Hugh       | Le Club des morts en sursis    | The Obituary Club                 | 1960                                 |
| 4  | Morland, Nigel        | Une tête tombe                 | Look in Any Doorway               | 1960                                 |
| 5  | Day-Lewis, Cecil      | Fin de chapitre                | End of Chapter                    | 1960                                 |
| 6  | Symonds, F. Addington | Un sourire assassin            | Smile and Murder                  | 1960                                 |
| 7  | Sterling, Thomas      | Le Tricheur de Venise          | Murder in Venice                  | 1960                                 |
| 8  | Stone, Hampton        | Kidnapping                     | The Man Who Was Three Jumps Ahead | 1960                                 |
| 9  | Sparkia, Roy Bernard  | Pendez-moi haut et court       | Build My Gallows High             | 1961                                 |
| 10 | Underwood, Michael    | Le Meurtre de la vieille dame  | Cause of Death                    | 1961                                 |
| 11 | Whittington, Harry    | Les Étrangers du vendredi      | Strangers on Friday               | 1961                                 |
| 12 | Bryan, Michael        | Opération danger               | Intent to kill                    | 1961                                 |
| 13 | Hasty, John Eugene    | L'Inconnu sans visage          | The Man Without a Face            | 1961                                 |
| 14 | Loder, Vernon         | L'Homme aux cigares            | The Little man murders            | 1961                                 |
| 15 | Philips, Judson       | La Mort au théâtre             | Killer on the Catwalk             | 1961                                 |
| 16 | Millar, Margaret      | Les murs écoutent              | The Listening Walls               | 1961                                 |
| 17 | Prather, Richard S.   | De la poudre et des bals !     | Over Her Dear Body                | 1961                                 |
| 18 | Nielsen, Helen        | Faux Témoin                    | False Witness                     | 1961                                 |
| 19 | Rabe, Peter           | Le Tueur                       | Anatomy of a Killer               | 1961                                 |
| 20 | Smith, Shelley        | Aux innocents les mains rouges | The Woman In The Sea              | 1961                                 |
| 21 | Erskine, Margaret     | La Maison des enchantements    | The House of the Enchantress      | 1961                                 |
| 22 | Kruger, Paul          | Il manquait une tombe          | Dig Her a Grave                   | 1961                                 |
| 23 | Maine, Charles Eric   | Subterfuge                     | Subterfuge                        | 1961                                 |
| 24 | Wallis, J. H.         | Il suffit d'une fois           | Once Off Guard                    | 1961                                 |
| 25 | Prather, Richard S.   | Ordre de tuer                  | Dagger of Flesh                   | 1962                                 |
| 26 | Withers, E. L.        | Six dans le coup               | Diminishing returns               | 1962                                 |
| 27 | Van Wyck Mason, F.    | À coups de poignard            | The Multi-Million-Dollar Murders  | 1962                                 |
| 28 | Nielsen, Helen        | La Cinquième visite            | The Fifth Caller                  | 1962                                 |

## Source
- Jacques Bisceglia (dir.), Trésors du roman policier: catalogue encyclopédique, 1985-1986, Paris, Editions de l'Amateur, 1984, 535 p. (ISBN 978-2-859-17038-7).